# النصر موتورز
النصر موتورز (به انگلیسی: El Nasr Motors) شرکت خودروسازی مصری است، که در زمینه مونتاژ اتومبیل‌های شرکت‌های فیات، توفاش و زاستاوا فعالیت می‌کند. 
شرکت النصر موتورز در سال ۱۹۶۰ تأسیس شد و تا سال ۲۰۰۰ تنها محصولات شرکت ایتالیایی فیات را تحت لیسانس تولید می‌کرد. از سال ۲۰۰۰ در پی امضای قرارداد با شرکت صربستانی زاستاوا، شروع به تولید خودروی زاستوا فلوریدا کرد. دفتر مرکزی این شرکت در شهر قاهره، مصر قرار دارد.